# Calidone
Calidóne (in greco antico: Καλυδών?, Kalydṑn) era un'antica città dell'Etolia posta all'imbocco del golfo di Corinto.
Il suo nome deriva da Calidone che era il nome di uno dei figli di Etolo e di Pronoe e che ebbe un fratello di nome Pleurone.

## Il mito
Sorgeva su due colli, di cui quello orientale costituiva l'acropoli.
A lungo indipendente, aderì alla lega etolica nel IV secolo a.C.
Fu la patria di Diomede, eroe omerico e uno dei nove grandi capi dell'esercito acheo durante la guerra di Troia e luogo delle vicende per cui si svolse la disputa tra Oineo ed il fratello Agrio e dei figli di quest'ultimo.
La città era nota per un tempio dedicato ad Artemide, venerata con l'epiteto di Lafria, contenente una pregevole statua crisoelefantina realizzata dallo scultore Menecmo.
Collegata al mito del cinghiale calidonio, descritto da Ovidio nelle Metamorfosi (libro VIII, vv. 260-444).